# Duguetia riparia
Duguetia riparia Huber – gatunek rośliny z rodziny flaszowcowatych (Annonaceae Juss.). Występuje naturalnie w północnej Boliwii, w Peru, Kolumbii, Surinamie, Gujanie Francuskiej oraz Brazylii (w stanach Acre, Amazonas, Amapá, Pará, Rondônia i Maranhão). 

## Morfologia
PokrójZimozielony krzew.
LiścieMają eliptyczny kształt. Mierzą 26–34 cm długości oraz 7–8,5 cm szerokości. Nasada liścia jest rozwarta. Blaszka liściowa jest o spiczastym wierzchołku. Ogonek liściowy jest nagi i dorasta do 6–7 mm długości.
KwiatySą pojedyncze lub zebrane w pary, rozwijają się w kątach pędów. Działki kielicha mają owalny kształt i dorastają do 15 mm długości.
OwoceZebrane w owocostany o prawie kulistym kształcie. Osiągają 11–16 mm długości i 7–10 mm szerokości.

## Biologia i ekologia
Rośnie w wilgotnych wiecznie zielonych lasach, na terenach nizinnych.